# Das gestohlene Jahr
Pour plus de détails, voir Fiche technique et Distribution.
Das gestohlene Jahr (titre français L'Année volée) est un film autrichien réalisé par Wilfried Fraß sorti en 1951.
Il s'agit d'une adaptation d’Ivresse de la métamorphose, roman inachevé de Stefan Zweig.

## Synopsis
Autriche, 1926. La simple postière Marie Baumgartner mène une vie tout à fait banale dans le village endormi de Gintersdorf, non loin de Vienne. Un jour, elle reçoit une invitation à la mer Baltique de la part de son riche oncle von Boehlen, qui a émigré au Brésil, et de sa femme Anna. Dans la petite et charmante station thermale de Travemünde, Marie rencontre le jeune compositeur spirituel prometteur Peter Brück. Il suppose d'abord que Marie est la fille des von Boehlen. Les deux jeunes se rendent vite compte qu'ils partagent un grand amour pour la musique classique. Au fil des jours et des semaines, Marie et Peter tombent amoureux. De retour chez eux en Autriche, Marie et Peter se retrouvent un peu plus tard. Le jeune compositeur n'a pas de succès dans sa musique et essaie de gagner sa vie comme violoniste dans une boîte de nuit. Marie est profondément touchée par le fait que Peter échoue en tant qu'artiste simplement parce qu'il n'a pas les moyens de se consacrer à son amour de la composition et qu'il dilapide son talent. Elle prend alors l'initiative et souhaite soutenir et financer Peter avec ses propres économies jusqu'à ce qu'il réalise enfin une percée.
Cependant, un concert organisé avec leur argent tourne au fiasco en raison de la négligence de l'agent de concerts Pitzner. Pour compenser d'autres dépenses, Marie détourne même de l'argent de la Poste. En aucun cas, Peter ne doit découvrir à quel point Marie s'est endettée à cause de lui. Pour au moins joindre les deux bouts, elle souhaite demander un soutien financier à ses parents éloignés, les von Boehlen, mais, à sa grande horreur, elle apprend que le couple est mort dans un accident. Marie redevient alors une voleuse et vole à nouveau de l'argent de la Poste. Peter bénéficierait de son "année volée" au cours de laquelle il pourra se concentrer entièrement sur sa composition. Pour cela, tous deux se rendent dans la retraite en Normandie, où Peter compose la même année son chef-d'œuvre, une brillante symphonie. Marie a même réussi à convaincre le célèbre chef d'orchestre Svendström d'assister à la première. Le concert de Peter devient un triomphe et rien ne s'oppose à sa percée. Marie, cependant, doit payer amèrement ses efforts et est condamnée à la prison pour avoir volé dans la caisse. L'artiste apprend enfin toute la vérité sur combien Marie s'est sacrifiée pour lui et a même commis des crimes pour cela. Il décide de ne jamais laisser Marie.

## Fiche technique
- Titre original : Das gestohlene Jahr
- Réalisation : Wilfried Fraß assisté d'Erhart H. Albrecht
- Scénario : Wilfried Fraß, Walther von Hollander
- Musique : Alfred Uhl
- Direction artistique : Theo Zwierski
- Photographie : Karl Kurzmayer (de)
- Son : Otto Wilk
- Montage : Erhart H. Albrecht
- Producteur : Karl F. Sommer
- Société de production : Ring-Film, Kammerspiel-Film
- Société de distribution : Neue Filmverleih
- Pays d'origine :  Allemagne de l'Ouest,  Autriche
- Langue : allemand
- Format : Noir et blanc - 1,37:1 - Mono - 35 mm
- Genre : Drame
- Durée : 91 minutes
- Dates de sortie :
  - Autriche : 4 janvier 1951.
  - Allemagne de l'Ouest : 22 juin 1951.
  - France : 13 août 1954[1].

## Distribution
- Elisabeth Höbarth : Marie Baumgartner
- Oskar Werner : Peter Brück
- Ewald Balser : Olav Svendström
- Fita Benkhoff : Anna von Boehlen
- Albert Florath : Hendrik von Boehlen
- Heinz Klingenberg : Brandl, l'instituteur
- Kurt A. Jung : Baron von Borgstedt
- Helmut Peine : Pitzner, l'agent de Peter
- Max Walter Sieg : Bobby
- Tilla Hohmann : Mme Jobkel
- Hermann Kner (de) : le directeur de la Poste

## Production
Das gestohlene Jahr est tourné dans le studio de Hambourg-Heiligengeistfeld ainsi qu'avec des prises de vue en extérieur à la mer du Nord, en Autriche et en France.